# مایکل لوچانو
مایکل لوچانو (ایتالیایی: Michael Luciano; ۲ مه ۱۹۰۹ – ۱۵ سپتامبر ۱۹۹۲) تدوین‌گر اهل ایالات متحده آمریکا بود.
وی چهار بار در سال‌های ۱۹۶۴، ۱۹۶۵، ۱۹۶۷ و ۱۹۷۴ نامزد جایزه اسکار بهترین تدوین شده بود.

## فیلم‌شناسی
- The Return of Rin Tin Tin (1947)
- World for Ransom (1954)
- The Big Knife (1955)
- مرگبار ببوس مرا (۱۹۵۵)
- برگ‌های پاییزی (۱۹۵۶)
- حمله (۱۹۵۶)
- The Halliday Brand (1957)
- The Ride Back (1957)
- The Unknown Terror (1957)
- Copper Sky (1957)
- Blood Arrow (1958)
- The Wonderful Country (1959)
- آخرین غروب آفتاب (۱۹۶۱)
- چه بر سر بیبی جین آمد؟ (۱۹۶۲)
- Black Zoo (1963)
- ۴ نفر برای تگزاس (۱۹۶۳)
- هیس… هیس، شارلوت عزیز (۱۹۶۴)
- پرواز ققنوس (۱۹۶۵)
- دوازده مرد خبیث (۱۹۶۷)
- The Killing of Sister George (1968)
- The Legend of Lylah Clare (1968)
- برای قهرمانان خیلی دیر است (۱۹۷۰)
- The Grissom Gang (1971)
- Ulzana's Raid (1972)
- Emperor of the North Pole (1973)
- طولانی‌ترین فاصله (۱۹۷۴)
- Hustle (1975)
- Twilight's Last Gleaming (1977)
- Empire of the Ants (1977)
- The One Man Jury (1978)
- Hardly Working (1980)
- Stripes (1981)